# كليف كورتس
كليف كورتس (بالإنجليزية: Cliff Curtis)‏ مواليد 27 يوليو 1968 في روتوروا، نيوزيلندا، هو ممثل نيوزلندي بدأ مسيرته الفنية عام 1991.

## الأعمال
- البيانو
- ثلاثة ملوك
- المطلع
- يوم التدريب
- الأضرار الجانبية
- موت قاسي 4
- 10,000 ق م
- بوش
- ذا لاست إيربندر
- ألف كلمة
- last knights
- بوي (فيلم 2010)

## وصلات خارجية
- كليف كورتس على موقع IMDb (الإنجليزية)
- كليف كورتس على موقع ألو سيني (الفرنسية)
- كليف كورتس على موقع تيرنر كلاسيك موفيز (الإنجليزية)
- كليف كورتس على موقع أول موفي (الإنجليزية)
- كليف كورتس على موقع قاعدة بيانات الأفلام السويدية (السويدية)
- كليف كورتس على موقع إن إن دي بي (الإنجليزية)
- كليف كورتس على موقع قاعدة بيانات الفيلم (الإنجليزية)
- كليف كورتس على موقع كينوبويسك (الروسية)